# Carl Ludwig Doerr

Carl Ludwig Doerr

Carl Ludwig Doerr (* 27. August 1887 in Wiesbaden; † 26. Juni 1954 in Köln-Lindenthal) war ein deutscher Politiker (NSDAP) und SA-Führer.

## Leben und Wirken
Nach dem Besuch der Mittelschule und der Oberrealschule in Wiesbaden wurde Doerr an der Baugewerkschule Idstein ausgebildet. Anschließend studierte er Betriebs- und Wirtschaftswissenschaften sowie Staatsrecht an den Universitäten Frankfurt am Main und Köln. Zwischendurch gehörte er von 1909 bis 1910 ein Jahr lang dem Füsilierregiment von Goeben Nr. 28 an. Von 1914 bis 1918 nahm er am Ersten Weltkrieg teil, in dem er an der West- und an der Ostfront als Kompanie- und Bataillonsführer kämpfte und dreimal verwundet wurde. 
Nach dem Krieg arbeitete Doerr als Bauführer und Leiter von staatlichen und Privatbauten, bis er aufgrund einer Verwundung zum Berufswechsel gezwungen wurde. Er verdiente seinen Lebensunterhalt nun als Syndikus von Wirtschaftsverbänden und als Direktor einer AG für Maschinen- und Fahrzeugbau. Später wurde er Generaldirektor der Werke der Stadt Köln. 
Zum 1. September 1930 trat er der NSDAP bei (Mitgliedsnummer 296.578). Von November 1933 bis zum Ende der NS-Herrschaft im Frühjahr 1945 saß Doerr als Abgeordneter für den Wahlkreis 20 (Köln-Aachen) als Abgeordneter im nationalsozialistischen Reichstag. In der SA erreichte er wiederum mindestens den Rang eines Standartenführers.